# Ковзанярський спорт на зимових Азійських іграх 1990
Змагання з ковзанярського спорту на зимових Азійських Іграх 1990 проводилися на стадіоні Макоманай у Саппоро (Японія). Змагання проходили з 10 по 13 березня. Загалом було проведено 9 змагань — п'ять для чоловіків та чотири для жінок.

## Медалісти
Чоловіки
| Дисципліна | Золото                  | Срібло                  | Бронза                                    |
| ---------- | ----------------------- | ----------------------- | ----------------------------------------- |
| 500 м      | Сонг Чен Китай          | Пе Кі Те Південна Корея | Ясуші Куроїва Японія Яцунорі Міябе Японія |
| 1000 м     | Пе Кі Те Південна Корея | Сонг Чен Китай          | Хозумі Моріяма Японія                     |
| 1500 м     | Пе Кі Те Південна Корея | Тору Аоянагі Японія     | Лі Ін Хун Південна Корея                  |
| 5000 м     | Кадзухіро Сато Японія   | Лю Шухай Північна Корея | О Йон Сок Південна Корея                  |
| 10000 м    | Кадзухіро Сато Японія   | Лю Шухай Північна Корея | Тору Аоянагі Японія                       |

Жінки
| Дисципліна | Золото                | Срібло                  | Бронза                     |
| ---------- | --------------------- | ----------------------- | -------------------------- |
| 500 м      | Сейко Хашімото Японія | Кійоко Шімадзакі Японія | Ю Сон Хі Південна Корея    |
| 1000 м     | Сейко Хашімото Японія | Є Цяобо Китай           | Ванг Сьовлі Китай          |
| 1500 м     | Сейко Хашімото Японія | Ванг Сьовлі Китай       | Чон Чан Сок Південна Корея |
| 3000 м     | Сейко Хашімото Японія | Нацуе Секі Японія       | Джанг Цінг Китай           |

## Таблиця медалей
| Місце                      | Країна         | Золото | Срібло | Бронза | Загалом |
| -------------------------- | -------------- | ------ | ------ | ------ | ------- |
| 1                          | Японія         | 6      | 3      | 4      | 13      |
| 2                          | Південна Корея | 2      | 1      | 3      | 6       |
| 3                          | Китай          | 1      | 5      | 2      | 8       |
| 4                          | Північна Корея | 0      | 0      | 1      | 1       |
| Разом                      | Разом          | 9      | 9      | 10     | 28      |
| Примітка: приймаюча країна |                |        |        |        |         |

## Результати

### Чоловіки

#### 500 м
10 березня
| Місце | Атлет                                      | Час     |
| ----- | ------------------------------------------ | ------- |
| 1     | Сонг Чен Китай                             | 38.14   |
| 2     | Пе Кі Те Південна Корея                    | 38.21   |
| 3     | Ясуші Куроїва Японія Ятсунорі Міябе Японія | 38.34   |
| 5     | Ходзумі Моріяма Японія                     | 38.43   |
| 6     | Чегаль Сан Ньоль Південна Корея            | 38.9349 |
| 7     | Льов Хонгбо Китай                          | 38.89   |
| 8     | Сатору Куроїва Японія                      | 38.95   |
| 9     | Рі Йон Чоль Північна Корея                 | 39.01   |
| 10    | Кім Юн Ман Південна Корея                  | 39.05   |
| 11    | Льов Вей Китай                             | 39.10   |
| 12    | Ха Йон Іль Північна Корея                  | 39.37   |
| 13    | Чхве Ін Чхоль Північна Корея               | 40.45   |
| 14    | Ім Рі Бін Північна Корея                   | 41.70   |

#### 1000 м
12 березня
| Місце | Атлет                           | Час     |
| ----- | ------------------------------- | ------- |
| 1     | Пе Кі Те Південна Корея         | 1:15.43 |
| 2     | Сонг Чен Китай                  | 1:16.94 |
| 3     | Ходзумі Моріяма Японія          | 1:17.05 |
| 4     | Тошіюкі Куроїва Японія          | 1:17.98 |
| 5     | Ясуші Куроїва Японія            | 1:18.14 |
| 6     | Муцухіро Сато Японія            | 1:18.34 |
| 7     | Кім Юн Ман Південна Корея       | 1:19.20 |
| 8     | Чегаль Сан Ньоль Південна Корея | 1:19.21 |
| 9     | Льов Янфей Китай                | 1:19.68 |
| 10    | Рі Йон Чоль Північна Корея      | 1:19.74 |
| 11    | Ванг Льєндзюн Китай             | 1:19.84 |
| 12    | Льов Вей Китай                  | 1:19.95 |
| 13    | Ха Йон Іль Північна Корея       | 1:20.21 |
| 14    | Ім Рі Бін Північна Корея        | 1:21.57 |
| 15    | Кім Йон Ан Південна Корея       | 1:26.88 |

#### 1500 м
11 березня
| Місце | Атлет                             | Час     |
| ----- | --------------------------------- | ------- |
| 1     | Пе Кі Те Південна Корея           | 2:00.48 |
| 2     | Тору Аоянагі Японія               | 2:00.70 |
| 3     | Лі Ін Хун Південна Корея          | 2:01.46 |
| 4     | Льов Янфей Китай                  | 2:01.80 |
| 5     | Тошіюкі Куроїва Японія            | 2:02.23 |
| 6     | Льов Вей Китай                    | 2:02.45 |
| 6     | Чхве Ін Чоль Північна Корея       | 2:02.45 |
| 8     | О Йон Сок Південна Корея          | 2:02.84 |
| 9     | Наокі Котаке Японія               | 2:02.98 |
| 10    | Муцухіро Сато Японія              | 2:03.05 |
| 11    | Льов Хонгбо Китай                 | 2:03.78 |
| 12    | Ванг Льєндзюн Китай               | 2:03.98 |
| 13    | Алтангадасин Содномдарая Монголія | 2:05.91 |
| 14    | Ім Рі Бін Північна Корея          | 2:07.22 |

#### 5000 м
10 березня
| Місце | Атлет                             | Час     |
| ----- | --------------------------------- | ------- |
| 1     | Кадзухіро Сато Японія             | 7:16.98 |
| 2     | Лю Шухай Китай                    | 7:22.61 |
| 3     | О Йон Сок Південна Корея          | 7:22.66 |
| 4     | Наокі Котаке Японія               | 7:23.36 |
| 5     | Хідехіко Ічікава Японія           | 7:25.22 |
| 6     | Тору Аоянагі Японія               | 7:25.77 |
| 7     | Сон Юн Хун Північна Корея         | 7:27.59 |
| 8     | Лі Ін Хун Південна Корея          | 7:28.31 |
| 9     | Льов Янфей Китай                  | 7:35.68 |
| 10    | Чі Сон Гук Північна Корея         | 7:38.00 |
| 11    | Фенг Цінгбо Китай                 | 7:42.50 |
| 12    | Сін Чон Бок Південна Корея        | 7:45.40 |
| 13    | Алтангадасин Содномдарая Монголія | 7:46.52 |
| 14    | Мендбаярин Чімеддорж Монголія     | 7:52.53 |
| 15    | Ванг Льєндзюн Китай               | 7:54.09 |

#### 10000 м
13 березня
| Місце | Атлет                             | Час      |
| ----- | --------------------------------- | -------- |
| 1     | Кадзухіро Сато Японія             | 16:03.63 |
| 2     | Лю Шухай Китай                    | 16:15.38 |
| 3     | Тору Аоянагі Японія               | 16:17.71 |
| 4     | Наокі Котаке Японія               | 16:23.98 |
| 5     | Хідехіко Ічікава Японія           | 16:26.67 |
| 6     | Лі Ін Хун Південна Корея          | 16:35.72 |
| 7     | Фенг Цінгбо Китай                 | 16:56.44 |
| 8     | Сон Йон Хун Північна Корея        | 17:01.89 |
| 9     | Чхве Ін Чоль Північна Корея       | 17:01.92 |
| 10    | Мендбаярин Чімеддорй Монголія     | 17:11.01 |
| 11    | Хао Ганг Китай                    | 17:13.53 |
| 12    | Льов Хонгбо Китай                 | 17:28.51 |
| 13    | Чі Сон Гук Північна Корея         | 17:34.89 |
| 14    | О Йон Сок Південна Корея          | 17:45.89 |
| 15    | Алтангадасин Содномдарая Монголія | 18:19.72 |

### Жінки

#### 500 м
10 березня
| Місце | Атлет                      | Час   |
| ----- | -------------------------- | ----- |
| 1     | Сейко Хашімото Японія      | 41.85 |
| 2     | Кійоко Шімадзакі Японія    | 42.08 |
| 3     | Ю Сон Хі Південна Корея    | 42.22 |
| 4     | Є Цяобо Китай              | 42.31 |
| 5     | Сюе Чжуйхун Китай          | 42.34 |
| 6     | Ванг Сьовлі Китай          | 42.44 |
| 7     | Йоко Фукадзава Японія      | 42.68 |
| 8     | Лян Лінхва Китай           | 43.00 |
| 9     | Йон Сон Ю Північна Корея   | 43.05 |
| 10    | Чіхая Танака Японія        | 43.07 |
| 11    | Кім Чон Вол Північна Корея | 43.27 |
| 12    | Чон Чан Сок Північна Корея | 43.27 |
| 13    | Кан Сон Е Північна Корея   | 44.92 |
| 14    | Чжон Пе Йон Південна Корея | 45.08 |

#### 1000 м
12 березня
| Місце | Атлет                      | Час     |
| ----- | -------------------------- | ------- |
| 1     | Сейко Хашімото Японія      | 1:24.46 |
| 2     | Є Цяобо Китай              | 1:25.43 |
| 3     | Ванг Сьовлі Китай          | 1:25.65 |
| 4     | Кійоко Шімадзакі Японія    | 1:25.90 |
| 5     | Сюе Чжуйхун Китай          | 1:25.91 |
| 6     | Ю Сон Хі Південна Корея    | 1:26.11 |
| 7     | Рі Кан Ок Північна Корея   | 1:26.30 |
| 8     | Чон Чан Сок Північна Корея | 1:27.01 |
| 9     | Шіхо Кусуносе Японія       | 1:27.29 |
| 10    | Йон Сон Ю Північна Корея   | 1:27.56 |
| 11    | Чіхая Танака Японія        | 1:27.87 |
| 12    | Лю Юесі Китай              | 1:28.67 |
| 13    | Кім Чон Вол Північна Корея | 1:29.48 |
| 14    | Чжон Пе Йон Південна Корея | 1:32.24 |

#### 1500 м
11 березня
| Місце | Атлет                      | Час     |
| ----- | -------------------------- | ------- |
| 1     | Сейко Хашімото Японія      | 2:11.23 |
| 2     | Ванг Сьовлі Китай          | 2:13.05 |
| 3     | Чон Чан Сок Північна Корея | 2:14.22 |
| 4     | Чієко Йода Японія          | 2:14.37 |
| 5     | Нацуе Секі Японія          | 2:15.58 |
| 6     | Хон Ок Нам Північна Корея  | 2:15.75 |
| 7     | Шіхо Кусуносе Японія       | 2:16.18 |
| 8     | Лю Юесі Китай              | 2:16.19 |
| 9     | Ванг Сяоянь Китай          | 2:17.06 |
| 10    | Рі Кан Ок Північна Корея   | 2:17.07 |
| 11    | Dong Haiyan Китай          | 2:19.10 |
| 12    | Пак Чжон Он Південна Корея | 2:23.09 |
| 13    | Чжон Пе Йон Південна Корея | 2:24.10 |

#### 3000 м
12 березня
| Місце | Атлет                      | Час     |
| ----- | -------------------------- | ------- |
| 1     | Сейко Ішідзакі Японія      | 4:39.05 |
| 2     | Нацуе Секі Японія          | 4:43.62 |
| 3     | Чжанг Цін Китай            | 4:44.67 |
| 4     | Хіромі Ямамото Японія      | 4:45.89 |
| 5     | Рі Кан Ок Північна Корея   | 4:50.35 |
| 6     | Ванг Сяоянь Китай          | 4:52.28 |
| 7     | Хон Ок Нам Північна Корея  | 4:53.61 |
| 8     | Пак Чжон Он Південна Корея | 4:55.82 |
| 9     | Донг Хаєн Китай            | 4:58.92 |
| 10    | Чон Чан Сок Північна Корея | 5:00.77 |
| 11    | Чієко Йода Японія          | 5:04.99 |
| —     | Ванг Сьовлі Китай          | DSQ     |